# Pierfrancesco Favino
Pierfrancesco Favino (24 de agosto de 1969), é um ator italiano mais conhecido por participar dos filmes The Chronicles of Narnia: Prince Caspian, Angels & Demons entre outros. Venceu três prêmios David di Donatello, a maior honraria do cinema italiano, sendo dois na categoria de Melhor Ator Coadjuvante e um como Melhor Ator, pelo filme Il Traditore, de Marco Bellocchio. Em 2020, Favino venceu a Coppa Volpi no Festival Internacional de Cinema de Veneza por sua atuação em Padrenostro.

## Biografía
Nasceu em 1969 em Roma, onde foi criado pelos pais naturais de Candela. Formou-se na Academia Nacional de Arte Dramática do Silvio D'Amico; entre seus professores, Luca Ronconi e Orazio Costa.
Favino é um dos fundadores do Actor's Center em Roma; ele também é diretor e professor da escola de treinamento artesanal de atores L'Oltrarno, em Florença. Desde 2003, ele está ligado à atriz Anna Ferzetti, da qual teve duas filhas.
Em 2006 e 2012 ganhou o David di Donatello como melhor ator secundário.

## Filmografia
- Pugili (1995)
- Physical Jerks (1997)
- The Prince of Homburg (1997)
- Dolce far Niente (1998)
- Excellente Cadavers (1999)
- La Carbonara (2000)
- O Último Beijo (2001)
- Ferrari: A Paixão de um Homem (2003)
- Night at the Museum (2006)
- The Chronicles of Narnia: Prince Caspian (2007)
- Miracle at St. Anna (2008)
- Angels & Demons (2009)
- Kiss Me Again (2010)
- ACAB - All Cops Are Bastards (2011)
- Guerra Mundial Z (2013)
- Rush (2013)
- Without Pity (2014)
- Une mère, (2015)
- Suburra, (2015)
- Le confessioni, (2016)
- Moglie e marito, (2017)
- Rachel (My Cousin Rachel), (2017)
- Chi m'ha visto, (2017)
- A casa tutti bene, (2018)
- The Catcher Was a Spy, (2018)
- Moschettieri del re - La penultima missione, (2018)
- Il traditore, (2019)
- Hammamet, (2020)
- Gli anni più belli, (2020)
- Padrenostro, (2020)
- Le Comte de Monte-Cristo (2024)